# Discografia di Robert Johnson
Discografia di Robert Johnson, musicista blues.

## Registrazioni
Il Songbook (trad. it. "canzoniere") di Robert Johnson è costituito complessivamente da 29 composizioni conosciute; queste furono incise per conto della American Record Corporation con la produzione del solo Don Law. Alcune ricerche attendibili fanno ipotizzare che il cantautore afroamericano fu pagato circa 300 dollari in tutto per le sue performance, senza ottenere diritti d'autore sulle eventuali royalty future.
Tutte le registrazioni, apparse nelle varie raccolte uscite attraverso gli anni a nome del bluesman texano, sono ricavate dalle seguenti session, divise convenzionalmente da studiosi e appassionati in due gruppi distinti, a seconda del luogo in cui furono effettuate.

### The San Antonio Sessions
Le seguenti incisioni ebbero luogo all' Hotel Gunter di San Antonio (Texas).
- Lunedì, 23 novembre 1936[1]:

1. Kind Hearted Woman Blues (2 Take)
2. (I Believe I'll) Dust My Broom
3. Sweet Home Chicago
4. Ramblin' on My Mind (2 Take)
5. When You Got a Good Friend (2 Take)
6. Come On in My Kitchen (2 Take)
7. Terraplane Blues
8. Phonograph Blues (2 Take)

- Giovedì, 26 novembre 1936[1]:

1. 32-20 Blues

- Venerdì, 27 novembre 1936[1]:

1. They're Red Hot
2. Dead Shrimp Blues
3. Cross Road Blues (2 Take)
4. Walkin' Blues
5. Last Fair Deal Gone Down
6. Preachin' Blues (Up Jumped The Devil)
7. If I Had Possession Over Judgment Day

### The Dallas Sessions
Le seguenti registrazioni furono effettuate al 3º piano dell'edificio situato al nº 508 di Park Avenue, Dallas (Texas), di proprietà della Warner Bros..
- Sabato, 19 giugno 1937[1]:

1. Stones in My Passway
2. I'm a Steady Rollin' Man
3. From Four Until Late

- Domenica 20 giugno 1937[1]:

1. Hell Hound on My Trail
2. Little Queen of Spades (2 Take)
3. Malted Milk
4. Drunken Hearted Man (2 Take)
5. Me & The Devil Blues (2 Take)
6. Stop Breakin' Down Blues (2 Take)
7. Traveling Riverside Blues (2 Take)
8. Honeymoon Blues
9. Love in Vain Blues (2 Take)
10. Milkcow's Calf Blues (2 Take)

## Album
- 1961 - King of the Delta Blues Singers, Vol. 1
- 1970 - King of Delta Blues Singers, Vol.2
- 1989 - The Robert Johnson Story - 25 Phonographic Memories
- 1990 - Delta Blues: The Alternative Takes
- 1998 - King Of The Delta Blues Singers
- 2000 - Cross Road Blues
- 2004 - Hellhound On My Trail
- ? - Drunken Hearted Man

## 78 giri

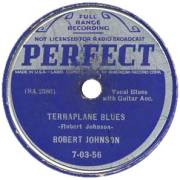
Terraplane Blues, singolo di Robert Johnson pubblicato dalla Perfect Records

Questi sono i singoli che furono tratti dalle 29 canzoni registrate da Robert Johnson e pubblicati all'epoca.
- Hell Hound On My Trail / From Four Until Late 2 versions	Vocalion (2)		1937
- I Believe I'll Dust My Broom / Dead Shrimp Blues 2 versions	Vocalion (2)		1937
- Terraplane Blues / Kind Hearted Woman Blues 2 versions	Vocalion (2)		1937
- Sweet Home Chicago / Walkin' Blues (Shellac, 10")	Vocalion (2)	03601	1937
- Come On In My Kitchen / They're Red Hot (Shellac, 10")	Vocalion (2)	03563	1937
- Cross Road Blues / Rambling' On My Mind (Shellac, 10")	Vocalion (2)	03519	1937
- 32-20 Blues / Last Fair Deal Gone Down (Shellac, 10")	Vocalion (2)	03445	1937
- Milkcows Calf Blues / Malted Milk (Shellac, 10")	Vocalion (2)	03665	1937
- Stones In My Passway / I'm A Steady Rollin' Man (Shellac, 10")	Vocalion (2)	03723	1937
- Me And The Devil Blues / Little Queen Of Spades (Shellac, 10")	Vocalion (2)	04108	1937
- Stop Breakin' Down Blues / Honeymoon Blues (Shellac, 10")	Vocalion (2)	04002	1938
- Preaching Blues (Up Jumped The Devil) / Love In Vain Blues (Shellac, 10")	Vocalion (2)	04630	1939

## Compilation
- Skip James, Son House, Charley Patton, Robert Johnson - Delta Blues 1929-1969 2 versions	Roots (2)		1971
- King Of The Delta Blues Singers Volumes 1 & 2 2 versions	Blue Diamond		1985
- 20 Blues Greats (LP, Comp)	Deja Vu	DV LP 2050	1985
- The Complete Studio Recordings (Robert Johnson) 14 versions	CBS		1990
- The Legendary Blues Singer 2 versions	Classic Blues (3)		1992
- Traveling Riverside Blues (CD, Comp)	Blues Encore	CD 52019	1992
- Red Hot Blues 5 versions	Orbis		1993
- The Original Blues Legend (CD, Comp)	Charly Records	CDCD 2008	1993
- The Gold Collection : 40 Classic Performances 2 versions	Retro (2)		1995
- Modern Time - Deluxe Collector's Edition (CD, Comp)	Deja Vu, IVS Suisa	DVBC 905-2	1995
- The Blues · San Antonio - Dallas · 1936 - 1937 (2xCD, Mono, Comp)	Frémeaux & Associés	FA 251	1995
- Hellhound On My Trail - The Essential Recordings Of Robert Johnson (CD, Comp)	Indigo Recordings	IGOCD2017	1995
- Jazz & Blues Collection Vol. 21 (CD, Comp, RM)	Editions Atlas	WIS CD 621	1995
- King Of The Delta Blues 3 versions	Columbia		1997
- The Gold Collection : 40 Classic Performances (2xCD, Comp)	Retro (2)	R2CD 40-14	1997
- Cross Road Blues (CD, Comp)	Penny	PYCD 711	1997
- The Complete Collection 3 versions	Prism Leisure		1998
- Ray Charles & Robert Johnson & Muddy Waters - Preaching The Blues (3xCD, Comp, Box)	Sound And Media Limited	SDCDBX3668	1998
- ...I Went Down To The Crossroads... (CD, Album, Comp)	Summit (4)	SUMCD 4194	1998
- Steady Rollin' Man (2xCD, Comp)	Recall	SMD CD 234	1999
- The Last Of The Great Blues Singers (CD, Album, Comp)	ABM	ABMMCD 1047	1999
- Love In Vain (CD, Comp)	Hallmark Music & Entertainment	305672	2000
- Peter Green Splinter Group, Robert Johnson - Me & The Devil (3xCD, Comp, Ltd)	Snapper Music, Artisan Recordings	SMBCD844	2001
- Genius Of The Blues (Complete Original Takes) 2 versions	Disconforme SL		2002
- Devil On My Trail / The Complete Songbook (CD, Comp)	Newsound 2000	NFM006	2002
- Contracted To The Devil (CD, Comp)	Columbia	509010 2	2002
- Robert Johnson (10", Comp, Pic, Ltd)	Paris Jazz Corner Productions	PJCP222010	2002
- Robert Johnson & The Old School Blues (2xCD, Comp)	Metro Doubles	METRDCD524	2003
- Martin Scorsese Presents The Blues (CD, Comp)	Columbia, Legacy	COL 512573 2, 5125732000	2003
- The Complete Recordings Vol. 1 (LP, Comp, 180)	Universe (3)	UV 103	2004
- From Four Till Late (CD, Comp)	Complete Blues	SBLUECD001	2004
- Blues Archive - The Story Of The Blues Chapter 3 (2xCD, Comp, Dig)	Membran Music Ltd.	222059-306	2004
- Genius Of The Blues (CD, Comp)	Definitive Records (2)	DRCD44435	2005
- The High Price Of Soul (2xCD, Comp)	Primo (2)	PRMCD6036	2006
- Standin' At The Crossroads (CD, Comp)	Sony BMG Music Entertainment	A 27290	2006
- They're Red Hot (LP, Comp, Pic)	Rockwell Records	RWLP001	2007
- Robert Johnson & The Last Of The Great Mississippi Blues Singers (6xCD, Comp, Mono + Box)	Complete Blues The Works	SBLUECD503X	2007
- Charly Blues Masterworks Volume 23 - Robert Johnson (CD, Comp)	Charly Records	CBMCD023	2009
- The Rough Guide To Blues Legends: Robert Johnson 2 versions	World Music Network		2010
- The Centennial Collection 2 versions	Columbia, Legacy		2011
- The Complete Original Masters: Centennial Edition (Box, Ltd, RM + 12x10", Single, Comp)	Columbia	B00512ZFRU	2012
- Blues Master Works (2x12", Ltd, Comp, Album, Lim)	Delta Blues	DELB007LP	2013
- Cross Road Blues (CD, Comp)	Going For A Song	GFS442	Unknown
- Robert Johnson 1936 1937 (LP, Comp, Fol)	Philips	BBL 7539	Unknown
- Me And The Devil Blues (CD, Comp)	Chrisly Records	CR 60015	Unknown
- Cross Road Blues (2xCD, Comp, RM)	History	20.1939-HI	Unknown